# Seriphidium skorniakovii
Seriphidium skorniakovii là một loài thực vật có hoa trong họ Cúc. Loài này được (C.Winkl.) K.Bremer & Humphries ex K.Bremer & Humphries miêu tả khoa học đầu tiên năm 1991.